# Parti földicsészegomba
A parti földicsészegomba (Geopora arenicola) a Pyronemataceae családba tartozó, Európában és Észak-Amerikában honos, homokos talajon, útszéleken, vízpartokon élő, nem ehető gombafaj. 

## Megjelenése
A parti földicsészegomba termőteste kezdetben szabálytalanul gumószerű és a talaj felszíne alatt alakul ki és átmérője 1-4 cm-es lehet. Idővel részben kiemelkedik a felszínre, majd a spórák érésekor a termőtest felreped és hullámos vagy 5-7 karéjú peremmel csészeszerűen felnyílik. 
Belső spóratermő felülete sima, eleinte fehéres vagy szürkés, idősen sárgás-barnás, néha szürkéskékes árnyalattal. 
Külső oldala és a pereme halványbarna vagy középbarna, finoman szöszös, homok- és talajszemcsék tapadnak hozzá.
Húsa kb. 1 mm vastag, törékeny, fehéres színű. Szaga és íze nincs vagy földes.  
Spórapora fehér. Spórája ovális, sima, áttetsző, egy nagy központi olajcseppel; mérete 20-26 x 12-15 µm.

### Hasonló fajok
A homoki földicsészegomba csak mikroszkóppal különíthető el tőle, spórái némileg kisebbek és két olajcsepp található bennük. A többi Geopora-fajjal is összetéveszthető. 

## Elterjedése és termőhelye
Európában és Észak-Amerikában honos.  
Homokos-kavicsos talajon található meg egyesével, vagy szorosan egymás mellett többedmagával a nyílt pusztai gyepekben, útszéleken, de akár homokbányákban, tó- és folyópartokon is. Tavasszal és ősszel terem.

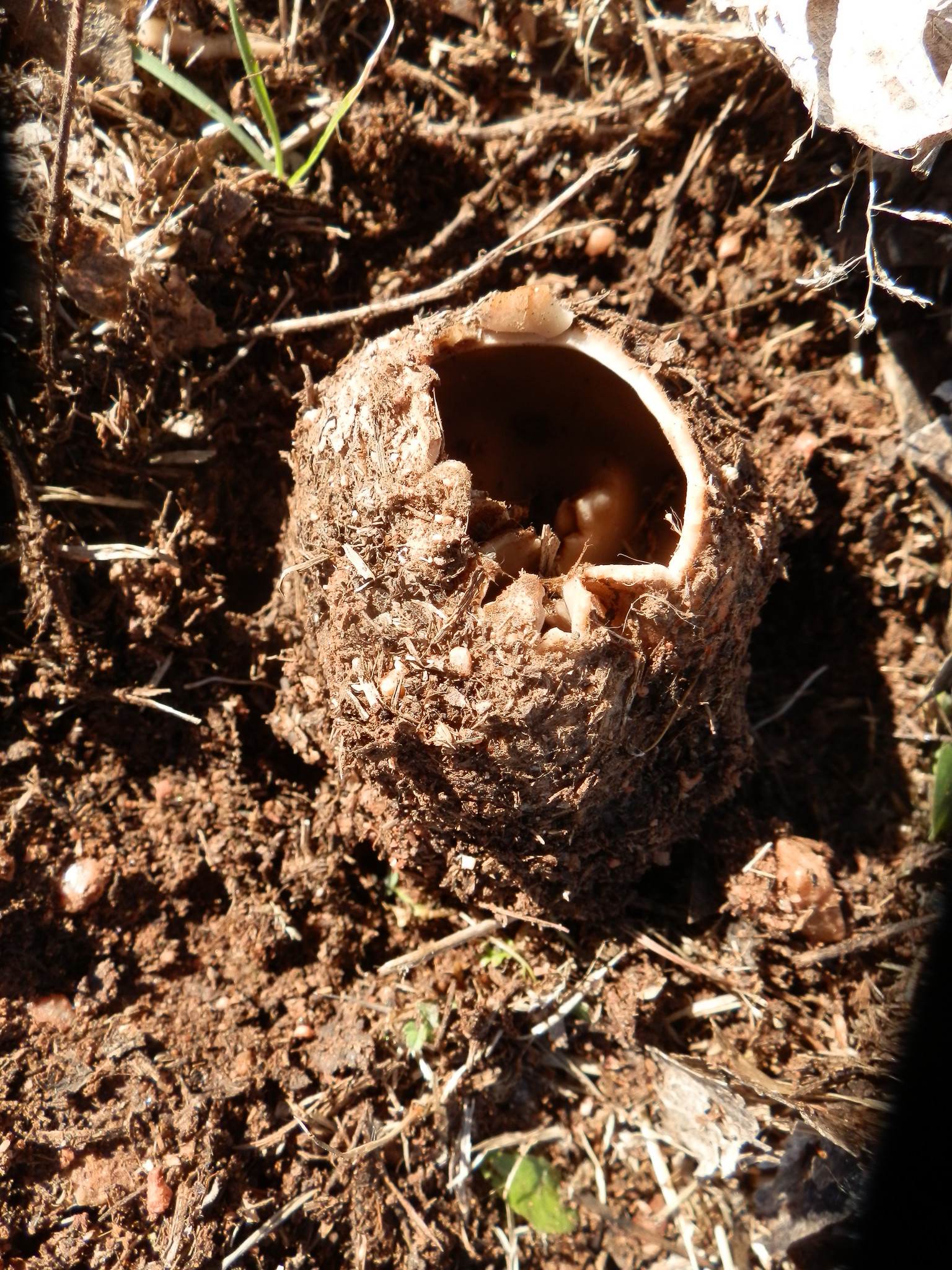
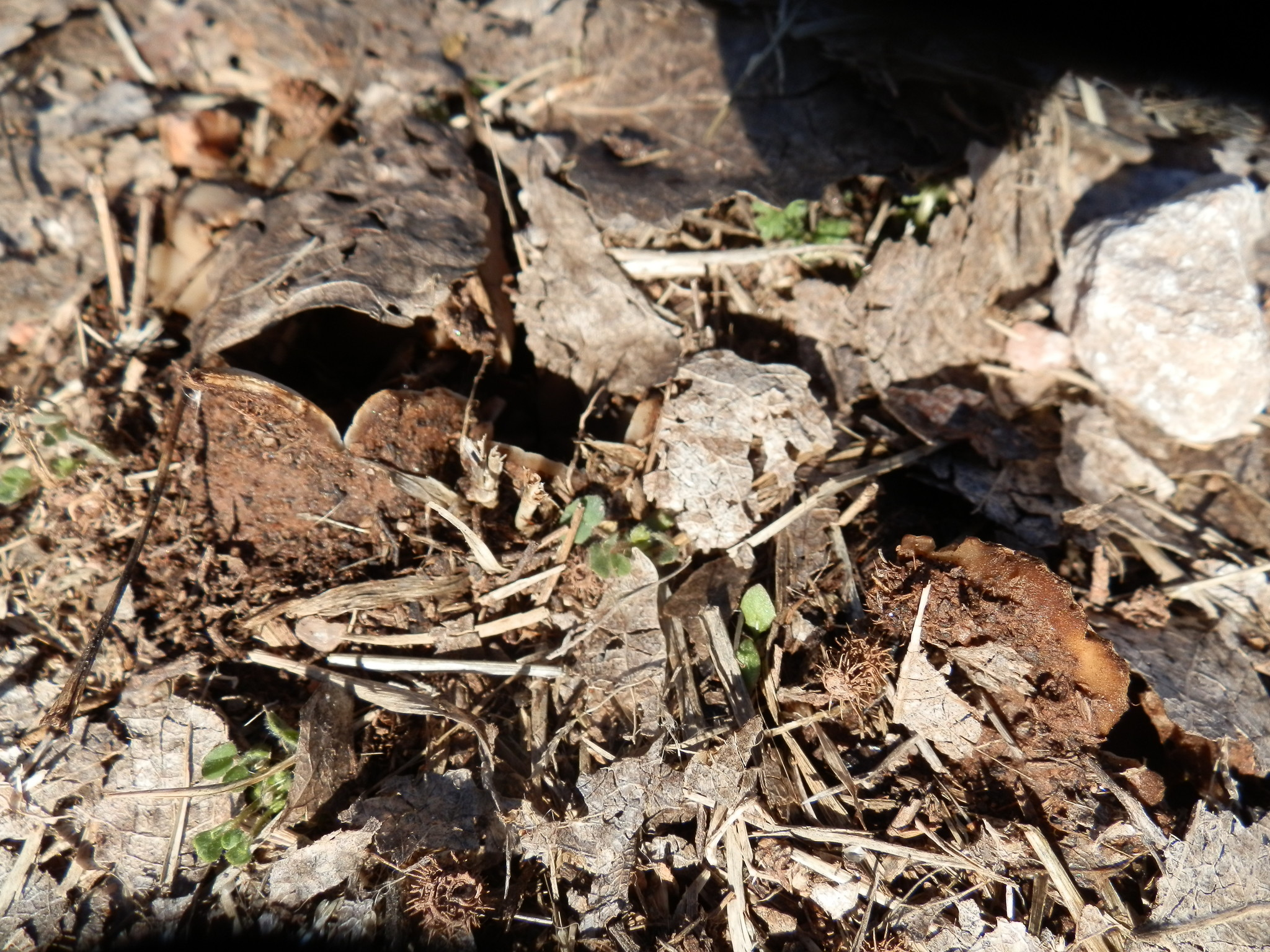
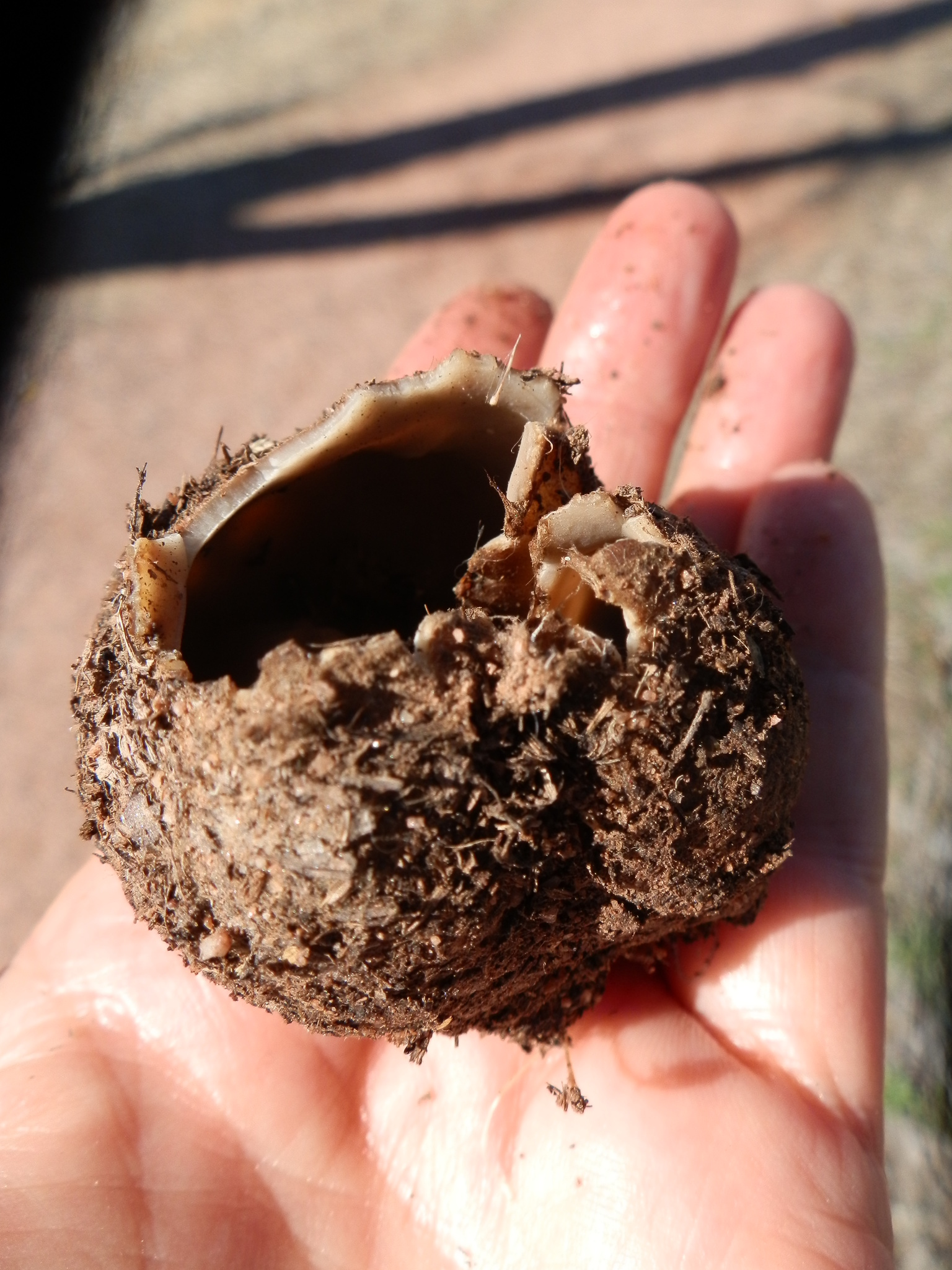

Nem ehető.